# Grup de la burbankita
El grup de la burbankita és un grup de minerals de la classe dels carbonats format per vuit espècies: burbankita, calcioburbankita, khanneshita, lishiïta, petersenita-(Ce), remondita-(Ce), remondita-(La) i sanromanita. Cinc d'aquestes espècies cristal·litzen en el sistema hexagonal: burbankita, calcioburbankita, khanneshita, lishiïta i sanromanita; les altres tres ho fan en el sistema monoclínic.
| Espècie          | Fórmula                      |
| ---------------- | ---------------------------- |
| Burbankita       | (Na,Ca)₃(Sr,Ba,Ce)₃(CO₃)₅    |
| Calcioburbankita | Na₃(Ca,REE,Sr)₃(CO₃)₅        |
| Khanneshita      | (Na,Ca)₃(Ba,Sr,Ce,Ca)₃(CO₃)₅ |
| Lishiïta         | (Ca₂◻)Sr₃(CO₃)₅              |
| Petersenita-(Ce) | Na₄(Ce,La,Nd)₂(CO₃)₅         |
| Remondita-(Ce)   | Na₃(Ce,Ca,Na)₃(CO₃)₅         |
| Remondita-(La)   | Na₃(La,Ca,Na)₃(CO₃)₅         |
| Sanromanita      | Na₂CaPb₃(CO₃)₅               |

Segons la classificació de Nickel-Strunz els minerals del grup de la burbankita pertanyen a "05.AC: Carbonats sense anions addicionals, sense H₂O: carbonats alcalins i alcalinoterris» juntament amb els següents minerals: nyerereïta, zemkorita, bütschliïta, fairchildita i shortita.
De totes aquestes espècies només la sanromanita ha estat descrita als territoris de parla catalana, concretament a la mina Eureka, situada a la localitat de La Torre de Capdella (Pallars Jussà, Catalunya).